# Frederik Vilhelm Andersen
Frederik Vilhelm Andersen, född den 11 september 1820 i Köpenhamn, död där den 19 maj 1910, var en dansk präst och teologisk författare.
Andersen blev student 1838, candidatus theologiae 1843 och, efter att ha varit adjunkt vid Vordingborgs latinskola, 1845 sognepræst i Nordrup och Faringløse på Själland, 1871 sognepræst och prost i Ringsted och Benløse. År 1877 blev han medlem av censurkommittén vid teologisk ämbetsexamen och 1880 doctor theologiae på en avhandling om Embede og Ordination i deres indbyrdes Grundforhold. Han deltog i utarbetandet av tillägget till Roskilde Konvents psalmbok. Ända sedan studentåren var han en trofast lärjunge till biskop Martensen.